# Jon Husted
Jon Allen Husted (* 25. srpna 1967 Royal Oak, Michigan) je americký politik, člen Republikánské strany. Od ledna 2025 je senátorem USA za stát Ohio.
Narodil se na předměstí Detroitu. Ihned po narození byl adoptován rodiči žijícími v Montpelieru v Ohiu. V Montpelieru studoval na střední škole, na vysoké škole pak studoval na Daytonské univerzitě. V letech 2001 až 2009 byl členem státní Sněmovny reprezentantů v Ohiu. V  letech 2005 až 2009 působil v ohijské Sněmovně reprezentantů jako její předseda. V letech 2009 až 2011 byl Husted členem ohijského státního senátu. V letech 2011 až 2019 působil jako státní tajemník státu Ohio. 
V roce 2018 měl v úmyslu kandidovat na funkci ohijského guvernéra, ale nakonec kandidaturu stáhnul a kandidoval na funkci viceguvernéra státu. V roce 2019 se tak stal ohijským viceguvernérem. Ve funkci působil do roku 2025, když jej guvernér Mike DeWine jmenoval americkým senátorem poté, co funkci opustil dosavadní senátor J. D. Vance, který se v lednu 2025 stal americkým viceprezidentem. 
Od roku 2006 je ženatý a má tři děti.